# Rhypholophus paradiseus
Rhypholophus paradiseus là một loài ruồi trong họ Limoniidae. Chúng phân bố ở miền Tân bắc.